# (2351) O’Higgins
(2351) O’Higgins (1964 VD; 1976 SO2) ist ein Asteroid des mittleren Hauptgürtels, der am 3. November 1964 im Rahmen des Indiana Asteroid Programs am Goethe-Link-Observatorium in Brooklyn, Indiana (IAU-Code 760) entdeckt wurde. Durch das Indiana Asteroid Program wurden insgesamt 119 Asteroiden neu entdeckt.

## Benennung
(2351) O’Higgins wurde zu Ehren des chilenischen Volks nach Bernardo O’Higgins (1778–1842) benannt, der ein Militär und Unabhängigkeitskämpfer in Chile war. Das chilenische Volk betrachtet ihn als „Vater des Landes“. Am 18. September 1810 erklärte Chile die Unabhängigkeit von Spanien und am 22. Februar 1817 besiegte Chile die Spanier in der entscheidenden Schlacht von Chacabuco, bei der O’Higgins zusammen mit José de San Martín Befehlshaber waren.